# مسئولیت انسان سفید

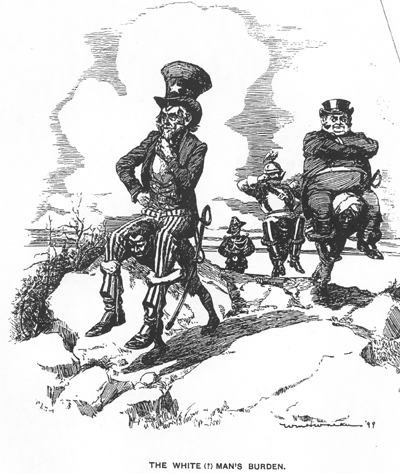
کارتونی در تمسخر مضمون مسئولیت انسان سفید از نسخه ۱۸۹۹ مجله لایف

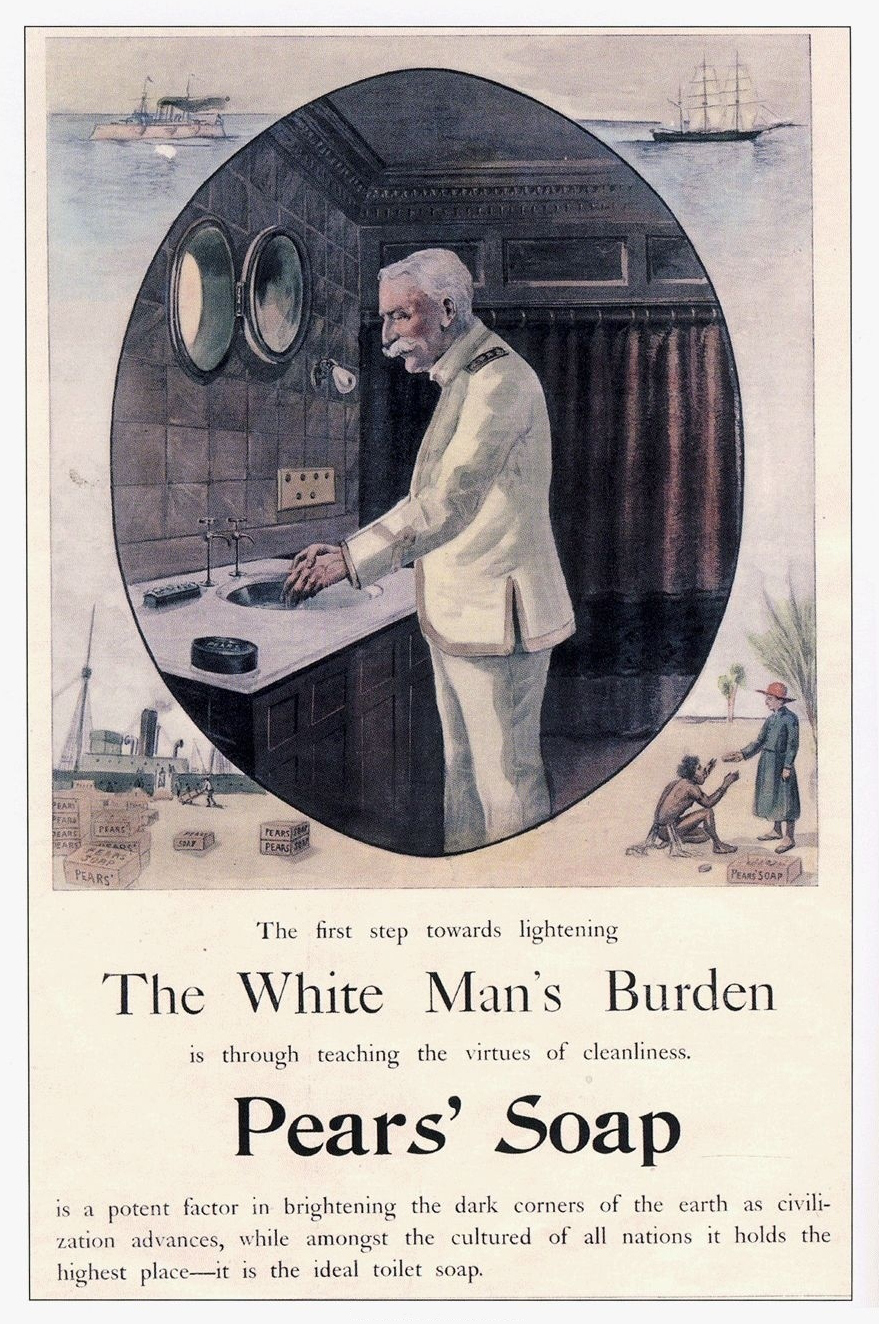
این تبلیغ صابون در دهه ۱۸۹۰ از درون مایه مسئولیت انسان سفید برای تشویق مردم سفید به آموزش تمیزبودن به دیگر نژادها استفاده می‌کند.

مسئولیت انسان سفید شعری از رودیارد کیپلینگ شاعر انگلیسی است. این شعر در اصل در مجله محبوب مککلرز با عنوان فرعی آمریکا و جزایر فیلیپین ۱۸۹۹ منتشر شد. گرچه شعر کیپلینگ نصیحت را با هشدارهای حزن‌انگیزی دربارهٔ مخارج استعمار به هم می‌آمیزد، امپریالیستها در آمریکا عبارت «مسئولیت انسان سفید» را چون توصیفی برای امپریالیسم که این سیاست را امری خطیر می‌دانست پنداشتند.
شعر از هفت بند تشکیل می‌شود و ساختار وزنی معمولی دارد. همچون دستوری بلاغی به مردان سفید برای استعمار و فرمانروایی بر دیگر ملل به منظور منفعت خود آن مردم (مسئولیت در عنوان نشان دهنده خود آن مردم و وظیفه‌است). این شعر به دلیل درون مایه و عنوان اش نشانی برای نژادگرایی اروپا محور و نیز تمایل غرب برای سلطه بر جهان در حال توسعه‌است. این شعر یک قرن پس از انتشار هنوز احساساتی قوی برمی‌انگیزد و از نقطه نظرات گوناگون می‌تواند مورد تحلیل قرار بگیرد.